# روب بورتر
روب بورتر (بالإنجليزية: Rob Porter)‏ هو مبشر أمريكي، ولد في 25 أكتوبر 1977 في بوسطن في الولايات المتحدة.